# Oerstedia crassus
Oerstedia crassus är en djurart som tillhör fylumet slemmaskar, och som först beskrevs av Senz 1993.  Oerstedia crassus ingår i släktet Oerstedia och familjen Oerstediidae. Inga underarter finns listade i Catalogue of Life.